# Lenore

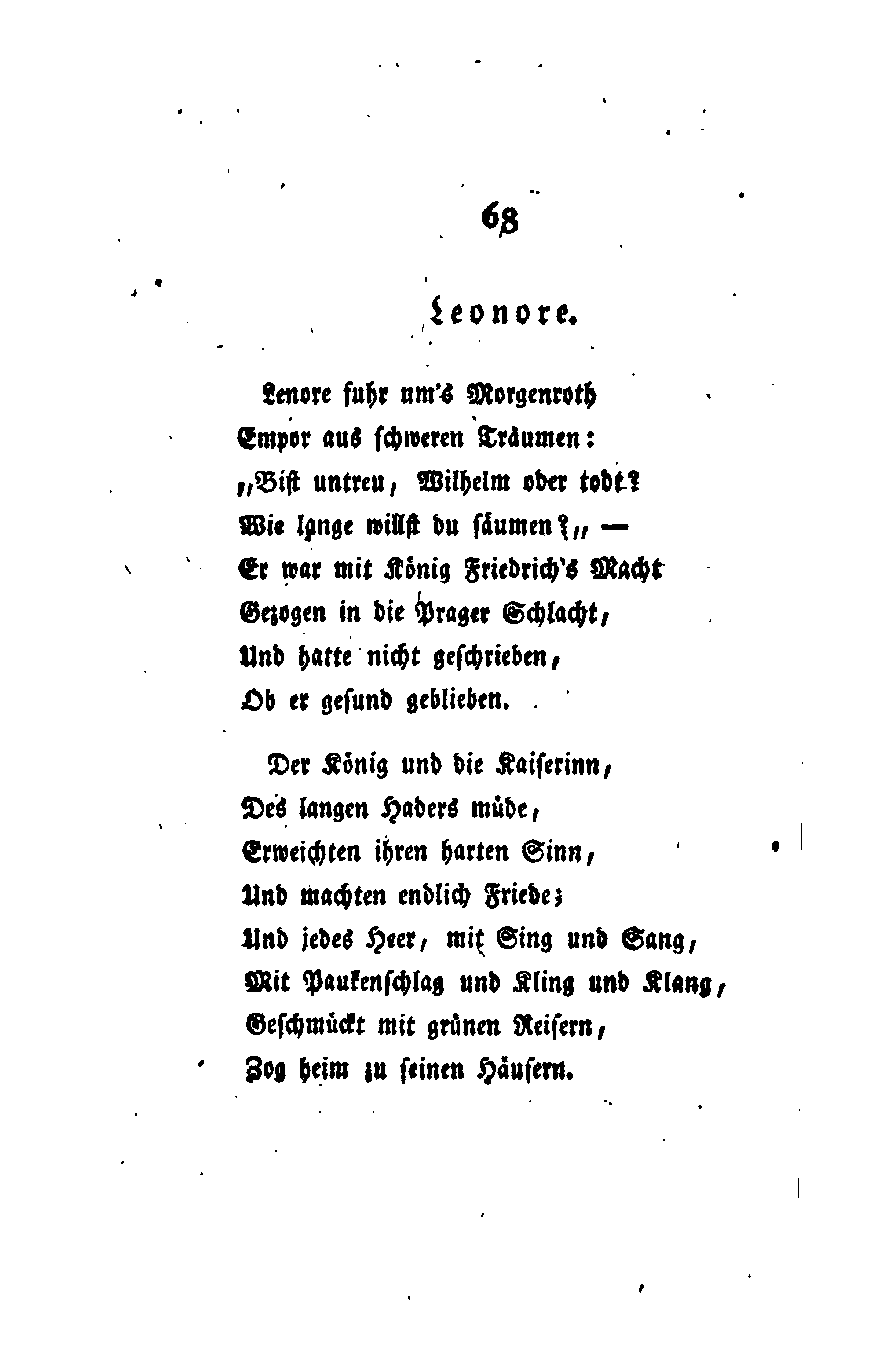
Un'edizione del 1817

Lenore è una famosa ballata composta dal poeta sassone Gottfried Augustus Bürger (1747 - 1794).
Scritta nel 1773 e pubblicata l'anno successivo, ebbe grande successo.
Opera fondata sul sovrannaturale, fu tradotta da Berchet assieme a Der wilde Jäger.
William Blake fu l'autore dei disegni che accompagnarono la traduzione in lingua inglese della ballata, data alle stampe nel 1786 a Londra.

## Sinossi
Nonostante la Battaglia di Praga sia finita, Wilhelm, il fidanzato di un giovane donna chiamata Lenore, non ha ancora fatto ritorno dalla Guerra dei Sette Anni. Sin da quando è partito per combattere nella battaglia nell’esercito di Re Federico, Lenore aspetta con preoccupazione il ritorno del suo amato, ma non ha udito sue notizie. Quando gli altri soldati ritornano dalla guerra senza Wilhelm, la ragazza si lamenta con Dio della Sua ingiustizia e proclama che Lui non le ha mai fatto alcun bene, al che sua madre chiede perdono per la figlia poiché sa che per tale affermazione blasfema verrà condannata all’Inferno.
A mezzanotte, un misterioso straniero dalle sembianze di Wilhelm bussa alla porta cercando Lenore e chiedendole di cavalcare con lui fino al loro talamo nuziale. Lenore monta felicemente sul destriero nero dello straniero e i due cavalcano a gran velocità sotto la luce della luna, attraverso paesaggi inquietanti. Terrorizzata, Lenore pretende di sapere perché stanno cavalcando così velocemente, al che lui risponde che “i morti viaggiano in fretta”. Lenore chiede a Wilhelm di “lasciare stare i morti”.
All’alba, il loro viaggio termina e giungono alla soglia del cimitero. Mentre il cavallo passa fra le lapidi, il cavaliere comincia a perdere le sue sembianze umane, e si rivela essere la Morte, uno scheletro con una falce e una clessidra. Il letto nuziale si rivela essere una tomba dove giace lo scheletro di Wilhelm assieme alla sua armatura. Il suolo sotto i piedi di Lenore comincia a sbriciolarsi e gli spiriti danzanti la circondano, dichiarando che “nessuno discute con Dio in Paradiso”. Ciononostante Lenore, punita con la morte, ha ancora speranza nel perdono.